# Coupe des champions d'Océanie 2001
Navigation
Édition 1999 Édition 2005
La Coupe des champions d'Océanie 2001 est la 3e édition de la Coupe des champions d'Océanie. Elle met aux prises les champions des différentes nations affiliées à l'OFC.
En plus de sacrer une équipe au niveau continental, la compétition permet de désigner le représentant d'Océanie pour la prochaine Coupe du monde des clubs, organisée durant l'été 2001 en Espagne.
Onze équipes se retrouvent à Port Moresby en Papouasie-Nouvelle-Guinée pour disputer la compétition qui se déroule en deux phases. La première voit les formations être réparties en deux poules; les équipes rencontrent leurs adversaires du groupe une fois. Les deux premiers de chaque poule se qualifient pour la phase finale, disputée sous forme de demi-finale et finale à élimination directe.
C'est le club australien de Wollongong Wolves qui remporte cette édition, après avoir battu en finale le représentant de Vanuatu, le Tafea FC. C'est le premier titre continental du club, et le troisième trophée remporté par un club australien en trois éditions.

## Participants
- Wollongong Wolves - Champion d'Australie 1999-2000
- Napier City Rovers - Champion de Nouvelle-Zélande 2000
- Laugu United FC - Champion des Îles Salomon 2000
- PanSa FC - Champion de Samoa américaines 2000
- Labasa FC - 4e du championnat des Îles Fidji 2000
- SC Lotoha'apai - Champion des Îles Tonga 2000
- AS Vénus - Champion de Polynésie française 2000
- Tafea FC - Champion du Vanuatu 2000
- Titavi FC - Champion des Samoa 2000
- Tupapa FC - Champion des Îles Cook 2000
- Unitech FC - Champion de Papouasie-Nouvelle-Guinée 2000

## Compétition

### Phase de groupes

#### Groupe A
| Rang | Équipe             | Pts | J | G | N | P | Bp | Bc | Diff |  | Résultats (▼ dom., ► ext.) |  |     |      |     |     |      |
| ---- | ------------------ | --- | - | - | - | - | -- | -- | ---- |  | -------------------------- |  | --- | ---- | --- | --- | ---- |
| 1    | Wollongong Wolves  | 15  | 5 | 5 | 0 | 0 | 38 | 0  | +38  |  | Wollongong Wolves          |  | 1-0 | 10-0 | 6-0 | 5-0 | 16-0 |
| 2    | Napier City Rovers | 10  | 5 | 3 | 1 | 1 | 16 | 2  | +14  |  | Napier City Rovers         |  |     | 1-1  | 2-0 | 2-0 | 9-0  |
| 3    | Laugu United FC    | 10  | 5 | 3 | 1 | 1 | 19 | 14 | +5   |  | Laugu United FC            |  |     |      | 8-2 | 3-1 | 7-0  |
| 4    | Unitech FC         | 6   | 5 | 2 | 0 | 3 | 10 | 19 | -9   |  | Unitech FC                 |  |     |      |     | 3-1 | 5-2  |
| 5    | Labasa FC          | 3   | 5 | 1 | 0 | 4 | 7  | 17 | -10  |  | Labasa FC                  |  |     |      |     |     | 5-2  |
| 6    | SC Lotoha'apai     | 0   | 5 | 0 | 0 | 5 | 4  | 42 | -38  |  | SC Lotoha'apai             |  |     |      |     |     |      |

#### Groupe B
| Rang | Équipe    | Pts | J | G | N | P | Bp | Bc | Diff |  | Résultats (▼ dom., ► ext.) |  |     |     |      |     |
| ---- | --------- | --- | - | - | - | - | -- | -- | ---- |  | -------------------------- |  | --- | --- | ---- | --- |
| 1    | Tafea FC  | 12  | 4 | 4 | 0 | 0 | 22 | 1  | +21  |  | Tafea FC                   |  | 6-0 | 5-1 | 9-0  | 2-0 |
| 2    | AS Vénus  | 9   | 4 | 3 | 0 | 1 | 18 | 7  | +11  |  | AS Vénus                   |  |     | 6-0 | 10-1 | 2-0 |
| 3    | Titavi FC | 6   | 4 | 2 | 0 | 2 | 5  | 11 | -6   |  | Titavi FC                  |  |     |     | 2-0  | 2-0 |
| 4    | Tupapa FC | 3   | 4 | 1 | 0 | 3 | 3  | 21 | -18  |  | Tupapa FC                  |  |     |     |      | 2-0 |
| 5    | PanSa FC  | 0   | 4 | 0 | 0 | 4 | 0  | 8  | -8   |  | PanSa FC                   |  |     |     |      |     |

- Le club de PanSa FC est sanctionné pour avoir utilisé sept joueurs non qualifiés lors des deux premiers matchs du club dans la compétition. Ces deux rencontres sont donc données perdues sur tapis vert (2-0). Le PanSa FC ne peut aligner une équipe complète lors de la troisième rencontre, perdue une fois encore sur tapis vert. Enfin, l'équipe déclare forfait pour la dernière rencontre de poule.

### Phase finale

#### Demi-finales
| Équipe 1          | Résultat | Équipe 2           |
| ----------------- | -------- | ------------------ |
| Wollongong Wolves | 4 - 2    | AS Vénus           |
| Tafea FC          | 4 - 2    | Napier City Rovers |

#### Match pour la3eplace
| Équipe 1           | Résultat | Équipe 2 |
| ------------------ | -------- | -------- |
| Napier City Rovers | 3 - 2    | AS Vénus |

#### Finale
| 22 janvier 2001 | Wollongong Wolves | 1 - 0 | Tafea FC | Lloyd Robson Stadium, Port Moresby |  |
| 15:30           | Chipperfield 62e  |       |          |                                    |  |

#### Vainqueur
| Coupe des champions d'Océanie 2001 Wollongong Wolves Premier titre |